# Masque de nuit
 (juillet 2025).
Si vous disposez d'ouvrages ou d'articles de référence ou si vous connaissez des sites web de qualité traitant du thème abordé ici, merci de compléter l'article en donnant les références utiles à sa vérifiabilité et en les liant à la section « Notes et références ».
Un masque de nuit est un masque obfusquant la vue pour permettre à son porteur un meilleur sommeil grâce à une moindre exposition à la luminosité environnante. L'objet est souvent offert aux passagers lors de vols long courrier.